# Смирнов, Анатолий Филиппович (Герой Социалистического Труда)
Анатолий Филиппович Смирнов (21 ноября [4 декабря] 1909, Самарская губерния — 25 февраля 1986) — советский инженер, Герой Социалистического Труда, член-корреспондент АН СССР. Член КПСС.

## Биография
Родился в 1909 году в Старой Рачейке.
С 1928 года — на хозяйственной, общественной и политической работе. В 1928—1986 гг. — на лесозаготовках в родном селе, инженер в Метропроекте, в Гормостпроекте, участвовал в проектировании Краснохолмского и Устьинского мостов через реку Москву, аспирант кафедры строительной механики в МИИТ, доцент кафедры «сопротивление материалов», ассистент кафедры «строительная механика» в Московском институте инженеров транспорта, участник Великой Отечественной войны, доцент, профессор и заведующий кафедрой строительной механики, декан факультета «Мосты и тоннели» Московского института инженеров транспорта, директор Центрального научно-исследовательского института строительных конструкций им. В. А. Кучеренко Госстроя СССР, главный редактор журнала «Строительная механика и расчет сооружений».
Указом Президиума Верховного Совета СССР от 20 декабря 1979 года присвоено звание Героя Социалистического Труда с вручением ордена Ленина и золотой медали «Серп и Молот».
Умер в Москве в 1986 году. Похоронен на Кунцевском кладбище.